# Arkadiusz Andrejkow

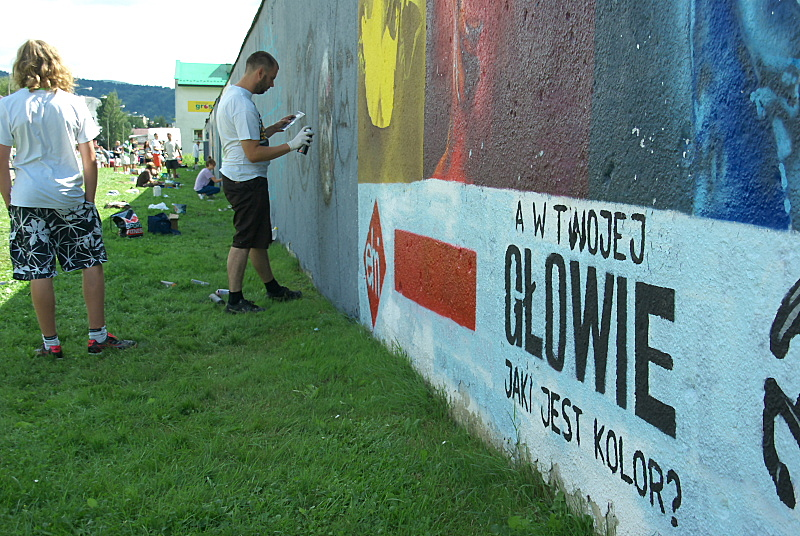
Arkadiusz Andrejkow wykonujący graffiti podczas „Dni Ulicy” w Sanoku (2011)

Arkadiusz Stanisław Andrejkow (ur. 9 maja 1985 w Sanoku) – artysta malarz.

## Życiorys
- Lata 2005–2008; licencjat Państwowej Wyższej Szkole Zawodowej im. Jana Grodka w Sanoku w Sanoku
- Lata 2008–2010; magister Uniwersytetu Rzeszowskiego, pracownia malarstwa profesorów UR Marka Pokrywki i Antoniego Nikla na Wydziale Sztuki.

Tworzy malarstwo street art i graffiti. Wykonuje murale oraz – z racji miejsca wykonania – drewnale wzg. deskale.
W 2022 został ambasadorem województwa podkarpackiego na Expo 2022 w Dubaju.
W 2024 r., za zasługi w pielęgnowaniu pamięci oraz dokumentowaniu prawdy o Polakach ratujących Żydów podczas II wojny światowej, odznaczony przez Prezydenta Polski Srebrnym Krzyżem Zasługi.

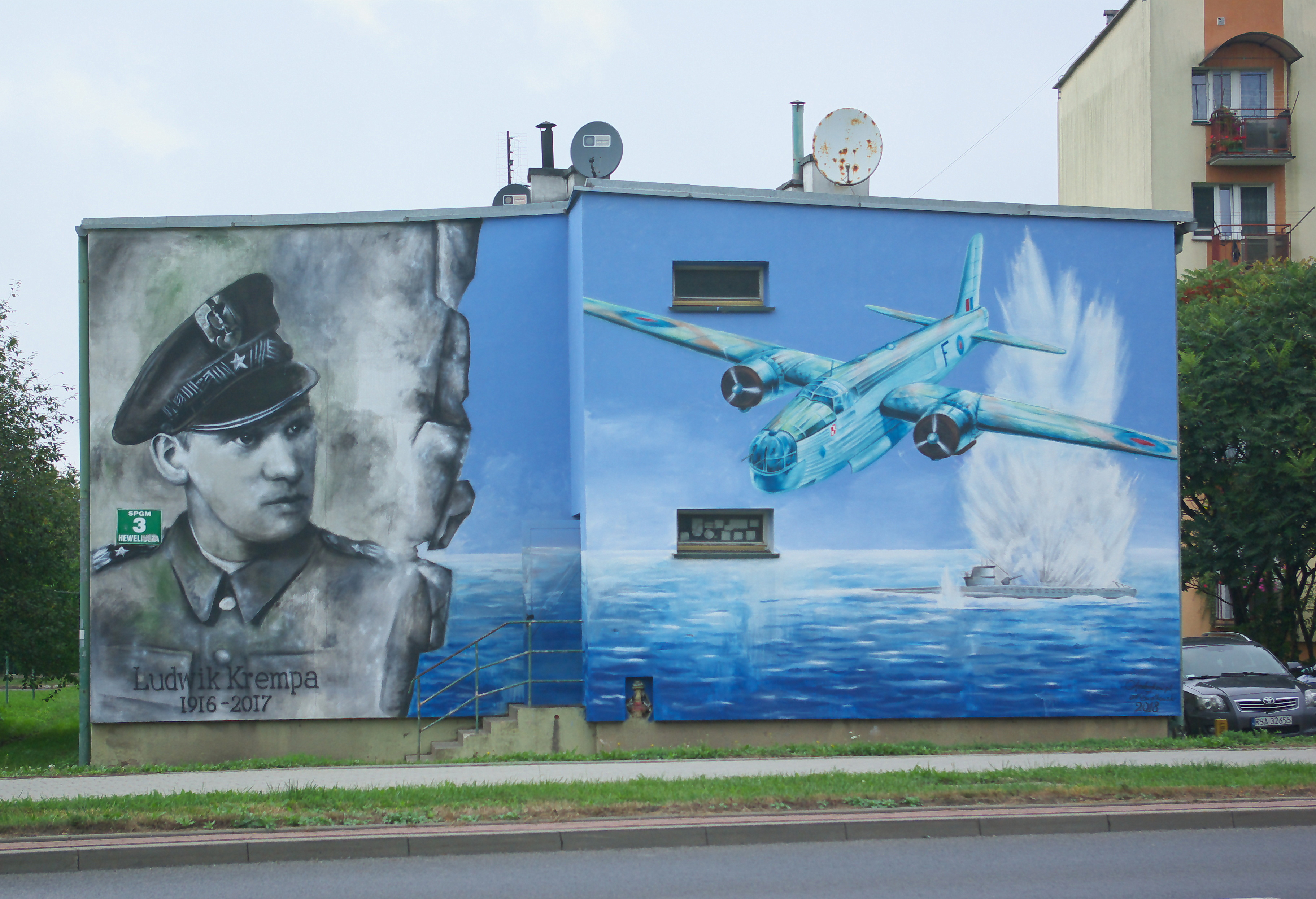
Mural upamiętniający lotnika Ludwika Krempę w Sanoku

## Twórczość

### Wystawy indywidualne i zbiorowe (wybór)
- „Wyroby Pozowane” (2013, BWA w Sanoku)
- „Zimne powinowactwo” (2014, Pałac pod Baranami w Krakowie)
- „Malarstwo” (2015, BWA w Krośnie)
- „Wychowanek IV” (2016, Teatr Muzyczny Capitol we Wrocławiu)
- „Zimne powinowactwo” (2016, BWA Galeria Zamojska w Zamościu)
- „Szprejem obciążeni” (2017, Galeria Sztuki Współczesnej BWA w Przemyślu)
- „World Urban Art 2022” (Kujawsko-Pomorskie Centrum Kultury w Bydgoszczy)
- „World Urban Art 2023” (2023, KPCK w Bydgoszczy)

### Ważniejszepracei cykle prac
- „Sprawy rodzinne”
- „Kolosy”
- „Wyroby pozowane”
- „Zimne powinowactwo”
- „Absolwenci”
- „Postury”
- „Abiturienci”
- „Matrymonium”
- „Cichy memoriał” (od 2017)

(na podstawie źródła)

### Działania Urban Art (wybór)
- 2016 - Drzwi garażowe budynku przy ulicy Jagiellońskiej 24 w Rzeszowie, wizerunek Tadeusza Nalepy. Obraz odsłonięty podczas Breakout Day's Festival w 2016 r. w Rzeszowie[9].
- 2018 - Ściana budynku mieszkalnego przy ulicy Jana Heweliusza 3 w Sanoku, przedstawia pilota Ludwika Krempę i samolot Vickers Wellington; współpraca Marek Szatkowski[10]
- 2022 - ukazanie Teofila Ociepki, festiwal World Urban Art 2022 w Bydgoszczy[11].
- 2023 - wizerunek Wandy Szkulmowskiej, festiwal World Urban Art 2023 w Bydgoszczy. [12]
- 2024 - przedstawienie Kazimierza Hoffmana, III festiwal World Urban Art 2024 w Bydgoszczy.

## Filmografia
- „Znowu są” – film dokumentalny w reżyserii Pauliny Ibek (2022)[13].
- Dokument niemieckiej telewizji Arte o malarstwie artysty (2021)[14]

## Odznaczenia
- Srebrny Krzyż Zasługi, 2024
- Medal „Pro Patria” (2020, za szczególne zasługi w kultywowaniu pamięci o walce o niepodległość Rzeczypospolitej Polskiej)

## Nagrody i wyróżnienia
- II miejsce w I Międzynarodowym Konkursie Malarskim Modessqe (2013, Galeria Skwer w Warszawie)
- Stypendium Ministra Kultury i Dziedzictwa Narodowego (2017)
- Nagroda Miasta Sanoka w dziedzinie Kultura i Sztuka za rok 2017 (2018)
- Stypendium Marszałka Województwa Podkarpackiego (2019)
- Laur konkursu Nieprzeciętni 2020 organizowanego przez Program Czwarty Polskiego Radia[15]
- Laureat IX edycji konkursu Ambasador Wschodu w kategorii "Projekt" - za projekt "Cichy memoriał" (woj. podkarpackie)[16]